# Elina Năsturel Herescu
Elina Năsturel Herescu (n. 1598 - d. 1653) a fost sora cărturarului Udriște Năsturel și soția lui Matei Basarab, domn al Țării Românești (1632-1654).

## Biografie
Doamna Elina (Elena) s-a căsătorit cu aga Matei când ea avea numai 14 ani, a devenit Doamnă a Țării Românești la 34 de ani iar căsnicia lor a fost una longevivă, durând 40 de ani, conform pietrei funerare a doamnei. Ca și fratele său, cărturarul Udriște Năsturel, Elena a primit o educație aleasă, ea „putea scrie și citi în slavonă, latină și greacă, fiind pasionată de artă, istorie și literatură”, fiind „una din femeile cele mai de seamă ale neamului nostru”, după cum confirmă istoricul Constantin C. Giurescu. Foarte evlavioasă, Elina a ridicat două biserici, la Negoiești și la Fierăști. Iubitoare de învățătură, ca și fratele ei Udriște, care a fost cel dintâi cărturar de slavonește al timpului său, ea a cheltuit pentru tipărirea unei cărți de cântări, un Triod slavon.

„Mormântul ei se vede în mâna dreaptă, cum intri în biserica domnească de la Târgoviște, și în inscripția săpată pe marmură, în Ardeal, ori de un meșter ardelean, de un ales talent, se pomenesc prin frumoase cuvinte slavonești toate însușirile și faptele ei bune.”

## Legături externe
- Cine a fost "Doamna Elina"?
- Cea mai deșteaptă nevastă de domnitor. Povestea Doamnei Elina, soția lui Matei Basarab, a condus singură Țara Românească în vremuri tulburi